# Gare de Soignies
La gare de Soignies est une gare ferroviaire belge de la ligne 96, de Bruxelles-Midi à Quévy (frontière). Elle est située à proximité du centre de la ville de Soignies dans la province de Hainaut en Région wallonne.
Elle est mise en service en 1841 par l'administration des chemins de fer de l'État-Belge. C'est une gare de la Société nationale des chemins de fer belges (SNCB) desservie par des trains InterCity (IC), Omnibus (L) et d’Heure de pointe (P).

## Situation ferroviaire
Établie à 91 mètres d'altitude, la gare de Soignies est située au point kilométrique (PK) 35,558 de la ligne 96, de Bruxelles-Midi à Quévy (frontière), entre les gares de Braine-le-Comte et de Neufvilles.
Ancienne gare de bifurcation, Soignies est également, l'aboutissement au PK 13,6 de la ligne 114, de Houdeng-Goegnies à Soignies (désaffectée), après la gare de Naast (s'intercale la halte de Soignies-Carrières).

## Histoire
La « station de Soignies » est mise en service par l’Administration des chemins de fer de l’État belge le 30 octobre 1841 en même temps que la section de Tubize à Soignies de la « ligne du Midi », de Bruxelles-Bogards à Quiévrain (frontière), dont elle constitue le terminus provisoire jusqu'à l'ouverture des sections de Soignies à Mons, le 19 décembre 1841, et de Mons à Quiévrain (frontière) les 7 août et 14 novembre 1842.
Le premier bâtiment de la gare de Soignies est de style néoclassique. Dépourvu d'étage et de logement pour le chef de gare, qui se trouvait à côté, il rappelle celui de la gare de Manage, plus grand. En 1847, sur une initiative de Monsieur Waroquier, chef de gare, une terrasse bordée de balustrades est construite sur l'esplanade faisant face à la gare et un kiosque est ajouté en 1850.
Le 30 septembre 1860, le roi Léopold Ier est en visite à Soignies, le train royal fait halte en gare de Soignies, il est reçu par le sénateur et bourgmestre, Pierre Joseph Wincqz, le roi s'adresse aux Sonégiens depuis le kiosque (square Bordet) sur lequel un trône avait été disposé.
Le 7 août 1876, la ligne 114 de Soignies à Houdeng-Gœgnies (la Louvière), réclamée depuis plus de six ans, est finalement mise en service. Elle perdra ses trains de voyageurs en 1959 et sera démontée de 1965 à 1967, sauf une courte portion desservant Soignies-Carrières qui fermera en 1985.
La gare d'origine devenue vétuste et trop exiguë est démolie à la fin des années 1880 la construction du nouveau bâtiment prend fin vers 1890. Un bâtiment provisoire, qui servit le temps des travaux, sera remonté en gare de Lodelinsart-Ouest en 1892.
Le projet est attribué aux architectes Henri Fouquet et Gédéon Bordiau. Il est probable que Fouquet (architecte des chemins de fer) a conçu le bâtiment monumental avant la fin de sa carrière et que Gédéon Bordiau était responsable des travaux de construction. Le monumental bâtiment de gare construit dans le style éclectique (néo-Renaissance flamande) de l'époque sera inauguré l'année suivante.
Les 16 et 17 septembre 1893 ont lieu l'inauguration du square dont l'étude de projet avait été confiée à Hendrik Beyaert. En 1905, le monument du travail y est inauguré, il représente un tailleur de pierre en bronze: «el cayoteu». La statue est réalisée par Léon Grandmoulin.
Durant la Première Guerre mondiale, la gare est endommagée et doit être en partie reconstruite. Un incendie provoque de nouveaux dégâts en 1926. En 1944, la gare est prise sous le feu des bombardements. un obus tombe au milieu de l'édifice qui est éventré.[réf. nécessaire] Sa reconstruction prend fin en 1948 (à l'identique mais le style est un peu allégé).
De 2010 à 2012, la SNCB modernise la gare : les quais et le passage sous voies sont rénovés et agrandis.

## Service des voyageurs

### Accueil
Gare SNCB, elle dispose d'un bâtiment voyageurs, avec guichets, ouvert tous les jours. Des aménagements, équipements et services sont à la disposition des personnes à la mobilité réduite. Elle est équipée d'automates pour l'achat de titres de transport. Un buffet est installé en gare.
Un souterrain permet la traversée des voies et le passage d'un quai à l'autre.

### Desserte
Soignies est desservie par des trains InterCity (IC), Omnibus (L) et d’Heure de pointe (P) de la SNCB, qui effectuent des missions sur la ligne commerciale 96, Bruxelles - Quévy (voir brochures SNCB,).

#### Semaine
La gare de Soignies est desservie en semaine par trois relations cadencées à l'heure :
- des trains IC-06A de Mons à Bruxelles-Aéroport-Zaventem ;
- des trains IC-14 entre Quiévrain et Tongres via Bruxelles ;
- des trains L entre Mons et Braine-le-Comte ;

Des trains supplémentaires d'heure de pointe (P), au nombre de quatre, relient Quévy, Saint-Ghislain, Mons ou Quiévrain à Schaerbeek le matin et effectuent le trajet inverse l'après-midi.

#### Week-ends et jours fériés
Les IC-06A entre Mons et Bruxelles-Aéroport constituent la seule desserte de Soignies durant les week-ends et jours fériés.
Durant les grandes vacances, le samedi et le dimanche, un train touristique (ICT) effectue un aller-retour entre Schaerbeek et Cambron-Casteau.

### Intermodalité
Un parc pour les vélos et un parking pour les véhicules y sont aménagés.

## Comptage voyageurs
Ce graphique et tableau montre le nombre de voyageurs embarquant en moyenne durant la semaine, le samedi et le dimanche.
| Nombre de passagers qui embarquent à la gare de Soignies | Nombre de passagers qui embarquent à la gare de Soignies | Nombre de passagers qui embarquent à la gare de Soignies | Nombre de passagers qui embarquent à la gare de Soignies |
|                                                          | Semaine                                                  | Samedi                                                   | Dimanche                                                 |
| -------------------------------------------------------- | -------------------------------------------------------- | -------------------------------------------------------- | -------------------------------------------------------- |
| 1977                                                     | 2 806                                                    | 631                                                      | 602                                                      |
| 1978                                                     | 2 765                                                    | 838                                                      | 522                                                      |
| 1979                                                     | 2 987                                                    | 524                                                      | 590                                                      |
| 1980                                                     | 2 639                                                    | 620                                                      | 574                                                      |
| 1981                                                     | 2 976                                                    | 709                                                      | 491                                                      |
| 1982                                                     | 2 625                                                    | 552                                                      | 544                                                      |
| 1983                                                     | 3 073                                                    | 560                                                      | 490                                                      |
| 1984                                                     | 2 600                                                    | 909                                                      | 415                                                      |
| 1985                                                     | 2 385                                                    | 521                                                      | 479                                                      |
| 1986                                                     | 2 037                                                    | 493                                                      | 465                                                      |
| 1987                                                     | 2 110                                                    | 526                                                      | 475                                                      |
| 1988                                                     | 2 325                                                    | 467                                                      | 459                                                      |
| 1989                                                     | 2 207                                                    | 538                                                      | 379                                                      |
| 1990                                                     | 2 175                                                    | 493                                                      | 397                                                      |
| 1991                                                     | 2 681                                                    | 575                                                      | 396                                                      |
| 1992                                                     | 2 746                                                    | 585                                                      | 467                                                      |
| 1993                                                     | 2 274                                                    | 555                                                      | 385                                                      |
| 1994                                                     | 2 555                                                    | 494                                                      | 371                                                      |
| 1995                                                     | 2 294                                                    | 470                                                      | 416                                                      |
| 1996                                                     | 2 142                                                    | 486                                                      | 48                                                       |
| 1997                                                     | 2 221                                                    | 420                                                      | 350                                                      |
| 1998                                                     | 2 275                                                    | 488                                                      | 465                                                      |
| 1999                                                     | 2 909                                                    | 494                                                      | 490                                                      |
| 2000                                                     | 2 685                                                    | 604                                                      | 500                                                      |
| 2001                                                     | 2 292                                                    | 585                                                      | 460                                                      |
| 2002                                                     | 2 387                                                    | 630                                                      | 454                                                      |
| 2003                                                     | 2 507                                                    | 624                                                      | 492                                                      |
| 2004                                                     | 2 355                                                    | 689                                                      | 566                                                      |
| 2005                                                     | 2 521                                                    | 804                                                      | 547                                                      |
| 2006                                                     | 2 435                                                    | 738                                                      | 630                                                      |
| 2007                                                     | 2 525                                                    | 716                                                      | 594                                                      |
| 2008                                                     | -                                                        | -                                                        | -                                                        |
| 2009                                                     | 2 572                                                    | 670                                                      | 637                                                      |
| 2010                                                     | -                                                        | -                                                        | -                                                        |
| 2011                                                     | -                                                        | -                                                        | -                                                        |
| 2012                                                     | 2 960                                                    | 668                                                      | 606                                                      |
| 2013                                                     | 3 056                                                    | 814                                                      | 746                                                      |
| 2014                                                     | 3 017                                                    | 724                                                      | 622                                                      |
| 2015                                                     | 2 771                                                    | 572                                                      | 470                                                      |
| 2016                                                     | 2 506                                                    | 594                                                      | 495                                                      |
| 2017                                                     | 2 588                                                    | 591                                                      | 594                                                      |
| 2018                                                     | 2 446                                                    | 412                                                      | 331                                                      |
| 2019                                                     | 2 371                                                    | 674                                                      | 548                                                      |
| 2020                                                     | 1 800                                                    | 603                                                      | 426                                                      |
| 2021                                                     | -                                                        | -                                                        | -                                                        |
| 2022                                                     | 2 215                                                    | 1 216                                                    | 1 242                                                    |
| 2023                                                     | 2 482                                                    | 820                                                      | 667                                                      |
| 2024                                                     | 2 426                                                    | 1 389                                                    | 1 126                                                    |

## Folklore
La gare de Soignies est le point de départ du cortège de Simpélourd.

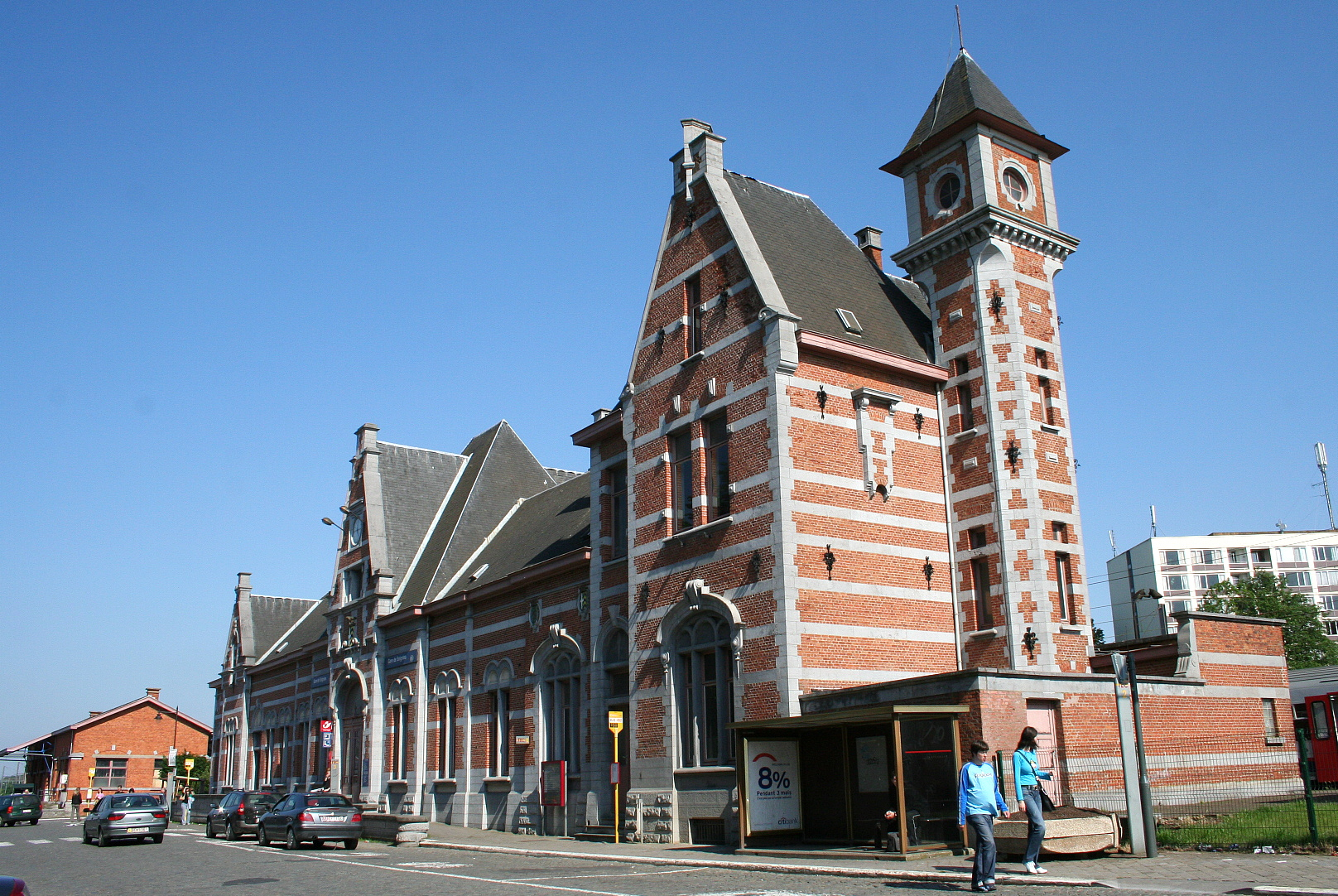
Bâtiment de la gare.
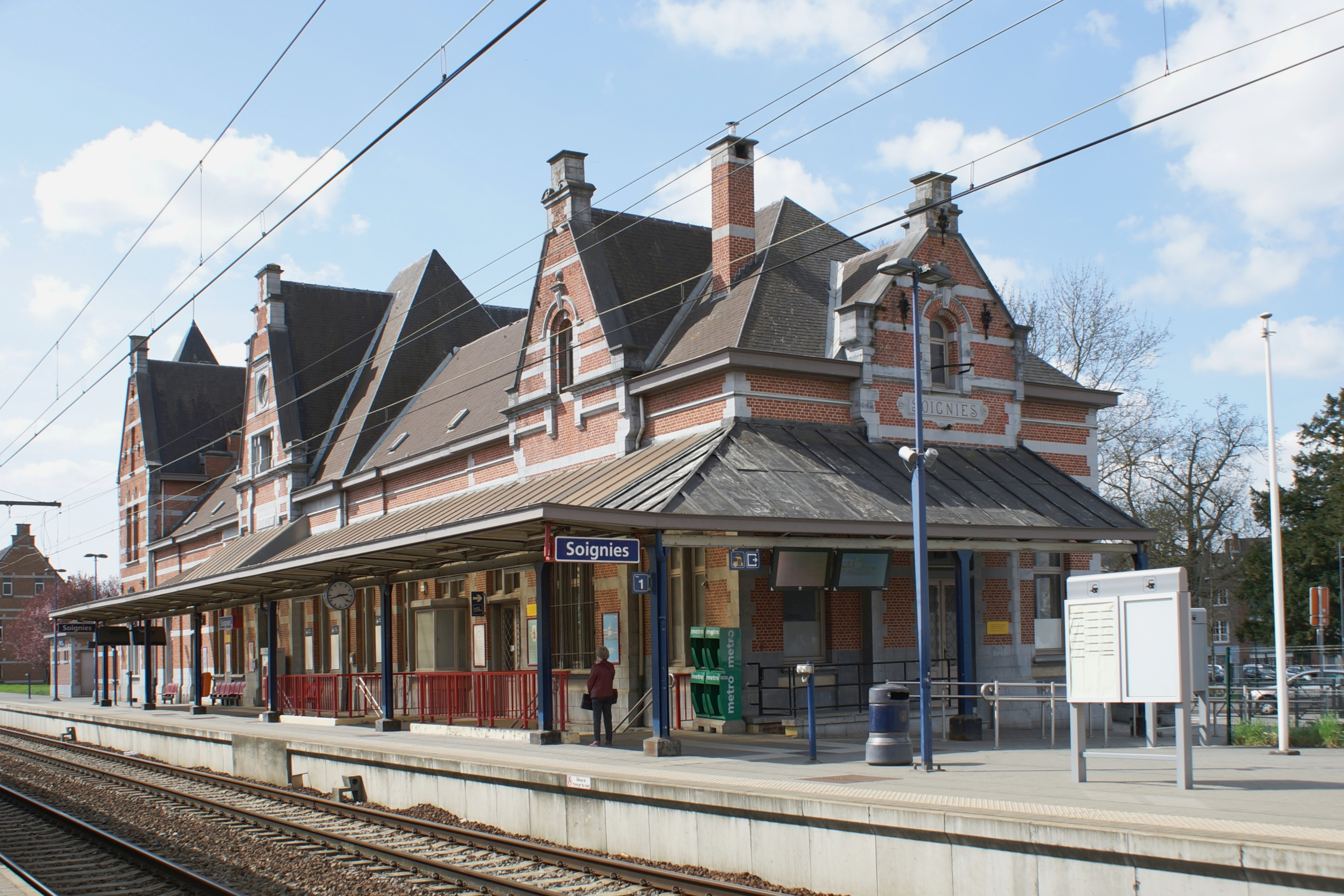
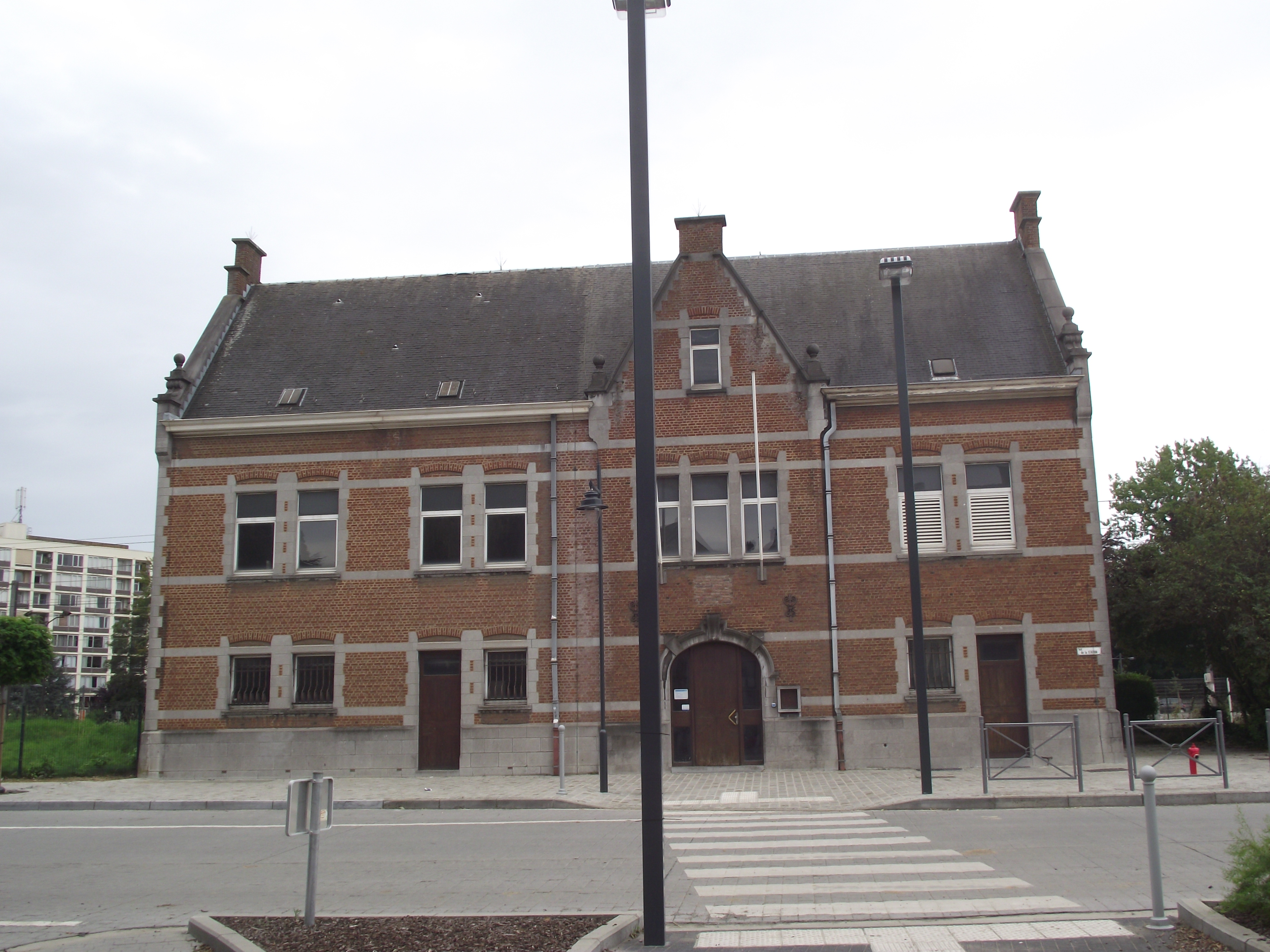
Annexe.
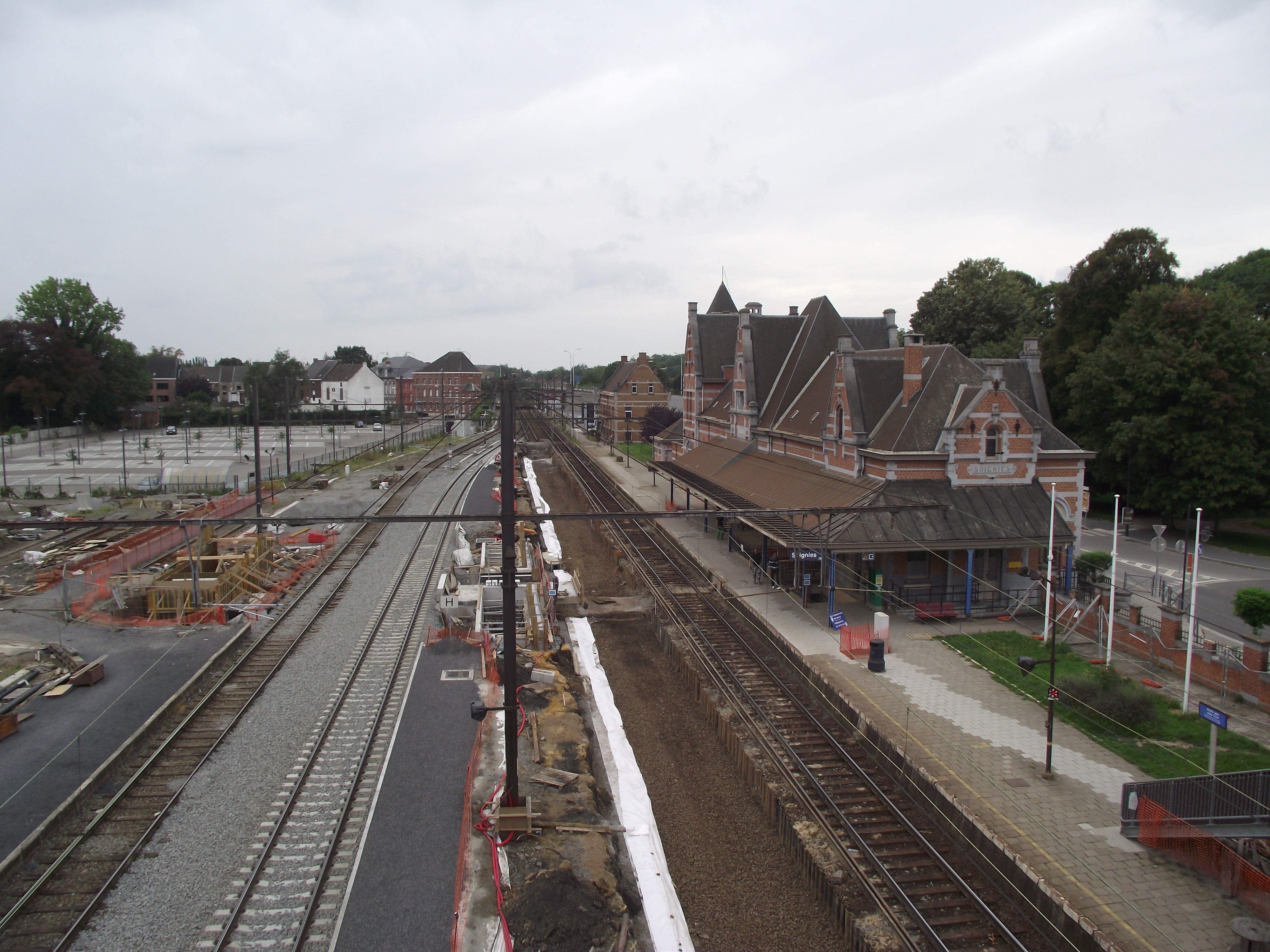
Reconstruction des quais en 2011.
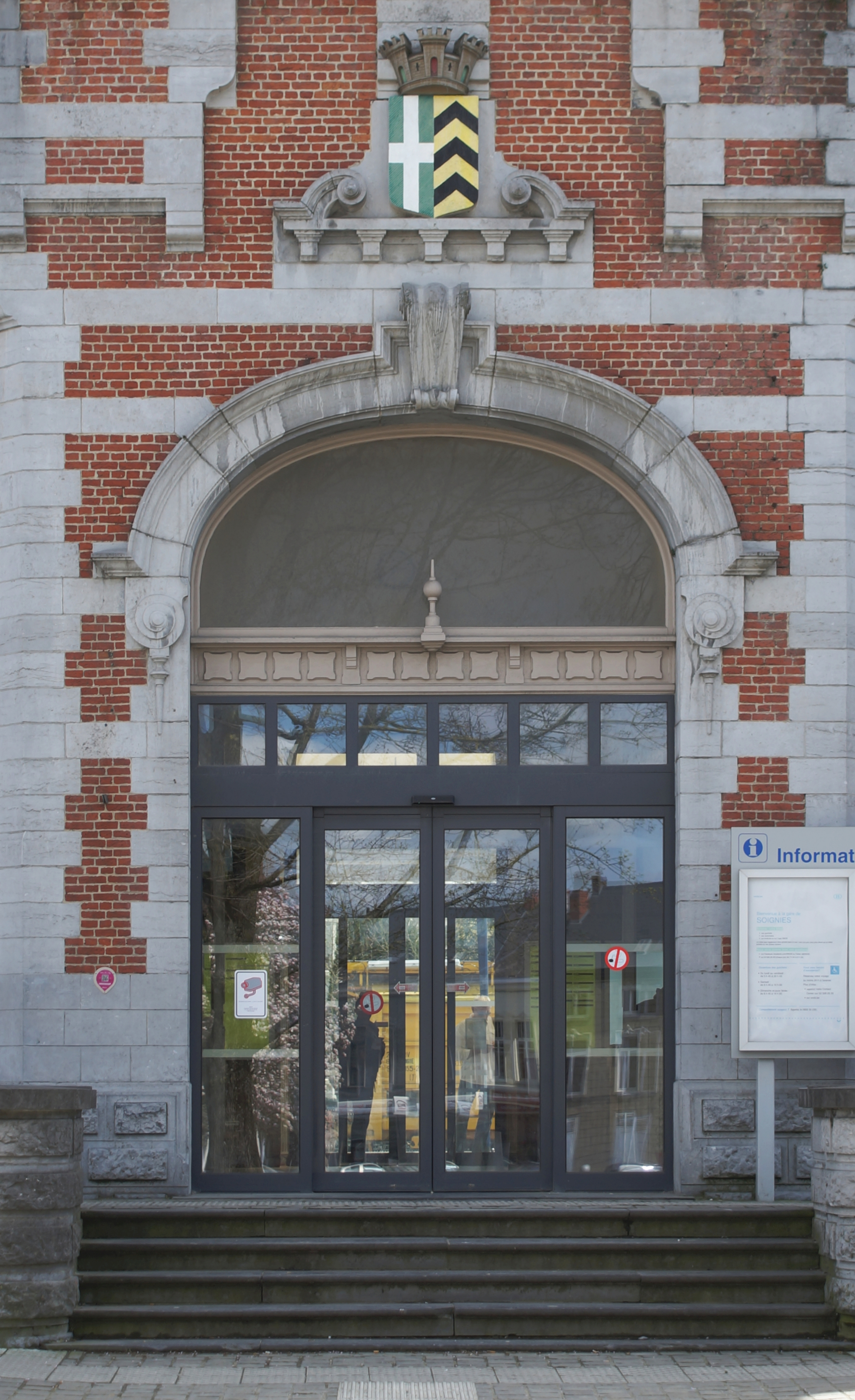
Armoiries de la ville.